# Натеркі
Натеркі (пол. Naterki, нім. Nattern) — село в Польщі, у гміні Ґетшвалд Ольштинського повіту Вармінсько-Мазурського воєводства.
Населення — 392 особи (2011).

## Демографія
Демографічна структура станом на 31 березня 2011 року:
|          | Загалом | Допрацездатний вік | Працездатний вік | Постпрацездатний вік |
| -------- | ------- | ------------------ | ---------------- | -------------------- |
| Чоловіки | 202     | 45                 | 148              | 9                    |
| Жінки    | 190     | 39                 | 123              | 28                   |
| Разом    | 392     | 84                 | 271              | 37                   |